# Liste der Baudenkmäler in Maßbach
Auf dieser Seite sind die Baudenkmäler in dem unterfränkischen Markt Maßbach zusammengestellt. Diese Tabelle ist eine Teilliste der Liste der Baudenkmäler in Bayern. Grundlage ist die Bayerische Denkmalliste, die auf Basis des Bayerischen Denkmalschutzgesetzes vom 1. Oktober 1973 erstmals erstellt wurde und seither durch das Bayerische Landesamt für Denkmalpflege geführt wird. Die folgenden Angaben ersetzen nicht die rechtsverbindliche Auskunft der Denkmalschutzbehörde.

## Baudenkmäler nach Ortsteilen

### Maßbach
| Lage                                                        | Objekt                                                | Beschreibung | Akten-Nr.     | Bild           |
| ----------------------------------------------------------- | ----------------------------------------------------- | --- | ------------- | -------------- |
| Alte Bahnhofstraße 1 (Standort)                             | Ehemaliges Bahnhofsgebäude                            | Zweigeschossiger Walmdachbau mit Polygonalmauerwerk und Ziegelsteingliederung, historistisch, mit angrenzendem, eingeschossigen Güterschuppen, holzverschalt, mit Satteldach, 1900                                                                            | D-6-72-131-45 | weitere Bilder |
| Bäckergasse 1 (Standort)                                    | Hofpforte                                             | Profiliertes Sandsteingewände, am Schlussstein bezeichnet „1834“ | D-6-72-131-1  | weitere Bilder |
| Hügelgasse 5 (Standort)                                     | Wohnhaus                                              | Zweigeschossiger Satteldachbau, mit massivem Erdgeschoss und Fachwerkobergeschoss, 17. Jahrhundert und Mitte 19. Jahrhundert | D-6-72-131-46 | weitere Bilder |
| Marktplatz 1 (Standort)                                     | Rathaus                                               | Zweigeschossiger Sandsteinquadereckbau mit Satteldach und Zwerchhausgiebel, bezeichnet „1892“ | D-6-72-131-47 | weitere Bilder |
| Marktplatz 3 (Standort)                                     | Gasthof                                               | Zweigeschossiger, massiver Walmdachbau mit südöstlichem Anbau, Walmdachbau, Ende 18. Jahrhundert | D-6-72-131-2  | weitere Bilder |
| Marktplatz 3 (Standort)                                     | Hofportal                                             | Sandstein, gleichzeitig | D-6-72-131-2  | weitere Bilder |
| Parksiedlung 8 (Standort)                                   | Villa, sogenanntes Schloss                            | zweigeschossiger, zweiflügeliger Massivbau mit Halbwalm- und Satteldach, teilweise mit Zierfachwerk, Zwerchhäusern, Rundtürmen, Balkonen und Sandsteingliederungselementen, 1891 und 1906                                                                     | D-6-72-131-9  | BW             |
| Poppenlauerer Straße 1 (Standort)                           | Ehemaliges Bauernhaus                                 | Zweigeschossiger, verputzter Fachwerkbau mit Satteldach und südseitig auskragendem Obergeschoss, 18. Jahrhundert | D-6-72-131-3  | weitere Bilder |
| Poppenlauerer Straße 4 (Standort)                           | Ehemalige Synagoge                                    | Eingeschossiger massiver Halbwalmdachbau, 1749 (dendro. dat.), 1865 renoviert, 1938 beschädigt und 1941 umgebaut | D-6-72-131-62 | weitere Bilder |
| Poppenlauerer Straße 7 (Standort)                           | Ehemaliges Wohnstallhaus                              | Eingeschossiger Fachwerkbau mit massivem Sockel und Frackdach, erstes Viertel 19. Jahrhundert | D-6-72-131-4  | weitere Bilder |
| Poppenlauerer Straße 12 (Standort)                          | Evangelisch-lutherische Pfarrkirche St. Bartholomäus  | Saalbau mit eingezogenem Chor und Chorturm mit welscher Haube, Langhaus und Turmuntergeschoss mittelalterlich, Turm 1582 erhöht; mit Ausstattung | D-6-72-131-5  | weitere Bilder |
| Poppenlauerer Straße 14; Poppenlauerer Straße 16 (Standort) | Evangelisch-lutherisches Pfarrhaus                    | Zweigeschossiger Sandsteinquaderbau mit Satteldach, 1881 | D-6-72-131-6  | weitere Bilder |
| Poppenlauerer Straße 14; Poppenlauerer Straße 16 (Standort) | Ehemalige Pfarrscheune                                | Eingeschossiger Sandsteinquaderbau mit Satteldach, gleichzeitig | D-6-72-131-6  | weitere Bilder |
| Poppenlauerer Straße 14; Poppenlauerer Straße 16 (Standort) | Einfriedung                                           | Sandsteinpfeiler, gleichzeitig | D-6-72-131-6  | weitere Bilder |
| Poppenlauerer Straße 21 (Standort)                          | Wohnhaus                                              | Zweigeschossiger, L-förmiger Satteldachbau mit massivem Erdgeschoss mit Eckpilastergliederung, Fachwerkobergeschoss, sowie östlicher Hoftoranlage, Ende 19. Jahrhundert                                                                                       | D-6-72-131-48 | weitere Bilder |
| Rannunger Straße (Standort)                                 | Kilometerstein                                        | Rundpfeiler mit Entfernungsangaben nach Kissingen und Münnerstadt, um 1875 | D-6-72-131-57 | weitere Bilder |
| Nähe Hopfenleitenweg (Standort)                             | Jüdischer Friedhof                                    | Anlage von 1903, letzte Bestattung 1942, 41 Gräber und 39 Grabsteine | D-6-72-131-65 | weitere Bilder |
| Nähe Rannunger Straße (Standort)                            | Katholische Pfarrkirche St. Alfons                    | Saalbau mit eingezogenem Chor und nordöstlichem Dachreiter, neugotisch, 1867; mit Ausstattung | D-6-72-131-8  | weitere Bilder |
| Rannunger Straße 1 (Standort)                               | Ehemaliges Bauernhaus                                 | Zweigeschossiger, traufständiger Fachwerkbau mit massivem Erdgeschoss und Satteldach, 1590 dendrochronologisch datiert | D-6-72-131-7  | weitere Bilder |
| Ransbach 1 (Standort)                                       | Wegkreuz                                              | Kruzifix auf Postament mit Inschrift, Sandstein, bezeichnet „1853“ | D-6-72-131-44 | BW             |
| Volkershausener Straße 8 (Standort)                         | Gasthaus zum Stern                                    | Zweigeschossiger Ziegelbau mit Sandsteingliederung und hohem Sandsteinsockel, sowie südlich angrenzendem Anbau mit Dachterrasse, historistisch, 1895 | D-6-72-131-49 | weitere Bilder |
| Volkershausener Straße 12 (Standort)                        | Ehemaliges Wohnwirtschaftsgebäude, ehemaliger Gasthof | Zweigeschossiger, giebelständiger Halbwalmbau, verputztes Fachwerk mit massivem Erdgeschoss, im Kern um 1600, am Fenstergewände bezeichnet „1599“, mit nördlichem Anbau, Sandsteinquadererdgeschoss mit Hoftor und Pforte, wohl zweite Hälfte 19. Jahrhundert | D-6-72-131-10 | weitere Bilder |
| Volkershausener Straße 28 (Standort)                        | Hofpforte                                             | Profiliertes Sandsteingewände, bezeichnet „1822“ | D-6-72-131-11 | weitere Bilder |
| Weichtunger Straße 11 (Standort)                            | Ökonomiegebäude                                       | Mit südlichem, hölzernem Hoftor, Fachwerkbau mit Krüppelwalmdach, bezeichnet „1833“ | D-6-72-131-51 | weitere Bilder |

### Poppenlauer
| Lage                               | Objekt | Beschreibung | Akten-Nr.     | Bild           |
| ---------------------------------- | --- | --- | ------------- | -------------- |
| Am Falltor 14 (Standort)           | Bildstock | Reliefaufsatz aus Sandstein mit Kreuzigungsszene und Satteldachaufsatz, auf abgefastem Vierkantschaft aus Muschelkalk, um 1500                                                                  | D-6-72-131-12 | weitere Bilder |
| Hauptstraße 98 (Standort)          | Ehemaliges Bauernhaus                                                                                          | Zweigeschossiger, verputzter Fachwerkbau, L-förmig, mit massiver Sockelzone und geohrten Tür- und Fensterrahmungen sowie rundbogigem Hoftor und Pforte, Sandstein, bezeichnet „1755“ und „1799“ | D-6-72-131-14 | weitere Bilder |
| Hauptstraße 99 (Standort)          | Gasthof | Traufständiger, zweigeschossiger Fachwerkbau mit massivem Erdgeschoss, Satteldach und Hofdurchfahrt, 17./18. Jahrhundert, Nebengebäude, mit Tanzsaal, 1926                                      | D-6-72-131-15 | weitere Bilder |
| Hauptstraße 105 (Standort)         | Evangelisch-lutherische Pfarrkirche                                                                            | Saalbau mit eingezogenem Chor und südwestlichem Turm mit Spitzhelm, neoromanisch, 1834–1836, grundlegende Innensanierung durch Olaf Gulbransson, 1954–1960; mit Ausstattung                     | D-6-72-131-16 | weitere Bilder |
| Hauptstraße 105 (Standort)         | Kirchhofportal                                                                                                 | Sandstein, bezeichnet „1822“ | D-6-72-131-16 | weitere Bilder |
| Hauptstraße 118 (Standort)         | Ehemaliges Bauernhaus                                                                                          | Zweigeschossiger, giebelständiger Fachwerkbau mit Sandsteinquadersockel und Satteldach, 18. Jahrhundert                                                                                         | D-6-72-131-17 | weitere Bilder |
| Hauptstraße 118 (Standort)         | Hoftor | Wohl 19. Jahrhundert | D-6-72-131-17 | weitere Bilder |
| Hauptstraße 119 (Standort)         | Hoftor | Massives Rundbogentor mit Sandsteingewände, 17. Jahrhundert | D-6-72-131-18 | weitere Bilder |
| Hauptstraße 131 (Standort)         | Hoftor | Rundbogentor mit dazugehöriger Rundbogenpforte, Haubzw. Werkstein, bezeichnet „1840“ | D-6-72-131-20 | weitere Bilder |
| Hauptstraße 137 (Standort)         | Ehemaliges Bauernhaus                                                                                          | Zweigeschossiger, verputzter Fachwerkbau mit Satteldach, 17./18. Jahrhundert. | D-6-72-131-21 | weitere Bilder |
| Katzele (Standort)                 | Friedhofskreuz                                                                                                 | Kruzifix auf Tischsockel mit Inschriftenkartusche, darauf Schädel mit Knochen, Sandstein, bezeichnet „1804“                                                                                     | D-6-72-131-26 | weitere Bilder |
| Kirchgasse 4 (Standort)            | Katholische Pfarrkirche St. Simon und Judas Thaddäus                                                           | Saalbau mit eingezogenem Chor und südlichem Chorturm mit Spitzhelm, neugotisch, 1854; mit Ausstattung                                                                                           | D-6-72-131-22 | weitere Bilder |
| Kirchgasse 6 (Standort)            | Ehemaliger Königshof, dann ehemaliges Rentamt (ab 1808), jetzt Heimatmuseum, sogenanntes Schrimpfsches Schloss | Dreigeschossiger, giebelständiger Massivbau mit Satteldach, 1686 | D-6-72-131-23 | weitere Bilder |
| Kirchgasse 6 (Standort)            | EhemaligerZehntscheune                                                                                         | Walmdachbau, wohl 17./18. Jahrhundert | D-6-72-131-23 | weitere Bilder |
| Nähe Kirchgasse (Standort)         | Einfriedung | Hausteinmauerwerk, wohl 17./18. Jahrhundert | D-6-72-131-23 | weitere Bilder |
| Mangoldsgasse 7 (Standort)         | Ehemaliges Bauernhaus                                                                                          | Eingeschossiger Fachwerkbau mit Satteldach und massiver Sockelzone, erste Hälfte 19. Jahrhundert                                                                                                | D-6-72-131-24 | weitere Bilder |
| Münnerstädter Berg (Standort)      | Kreuzschlepper                                                                                                 | Figur des Kreuz tragenden Christus auf Säule über Postament mit reliefiertem Kranz, Sandstein, bezeichnet „1763“; nicht nachqualifiziert, im Bayerischen Denkmal-Atlas nicht kartiert           | D-6-72-131-28 | BW             |
| Nähe Hauptstraße (Standort)        | Kriegerdenkmal für die Gefallenen von 1866 und 1870/71                                                         | Skulptur einer weiblichen Personifikation (evtl. Victoria) mit Lorbeerkranz in Händen, auf hohem, abgetrepptem Sockel mit Waffenzier und bayerischem Wappen, Sandstein, frühes 20. Jahrhundert  | D-6-72-131-25 | weitere Bilder |
| Wermerichshäuser Weg 14 (Standort) | Sühnekreuz | Einfach behauenes Steinkreuz mit Wappenschildrelief, Sandstein, wohl 14./.15. Jahrhundert | D-6-72-131-27 | BW             |

### Volkershausen
| Lage                               | Objekt                              | Beschreibung | Akten-Nr.     | Bild           |
| ---------------------------------- | ----------------------------------- | --- | ------------- | -------------- |
| Schweinfurter Straße 36 (Standort) | Evangelisch-lutherische Pfarrkirche | Saalbau mit eingezogenem Chor und Chorturm mit Zwiebelhaube, Turmuntergeschoss mittelalterlich, Langhaus 1724; mit Ausstattung | D-6-72-131-29 | weitere Bilder |

### Weichtungen
| Lage                                                        | Objekt                             | Beschreibung | Akten-Nr.     | Bild           |
| ----------------------------------------------------------- | ---------------------------------- | --- | ------------- | -------------- |
| Helmersgrund (Standort)                                     | Bildstock                          | Mehrfach geschwungener Reliefaufsatz mit Darstellung der Heiligen Familie im Oval, auf Rundsäule über Sockel mit Inschrift, Sandstein, auf der Rückseite bezeichnet „1855“ | D-6-72-131-41 | weitere Bilder |
| Kreuz; Nähe Thundorfer Straße (Standort)                    | Wegkreuz                           | Kruzifix auf gebauchtem Postament mit Inschrift, Sandstein, bezeichnet „1843“                                                                                              | D-6-72-131-40 | weitere Bilder |
| Märzgasse 7 (Standort)                                      | Bildstockaufsatz                   | Reliefaufsatz mit Darstellung der Heiligen Familie, Sandstein, 19. Jahrhundert                                                                                             | D-6-72-131-43 | weitere Bilder |
| Müllersberg (Standort)                                      | Wegkreuz                           | Steinkreuz auf Tischsockel mit Inschrift, darauf Pietàrelief, Sandstein, bezeichnet „1928“                                                                                 | D-6-72-131-42 | BW             |
| Nähe Münnerstädter Weg (Standort)                           | Wegkreuz                           | Kruzifix auf Tischsockel mit abgeschrägter Deckplatte und Inschrift, Sandstein, bezeichnet „1856“                                                                          | D-6-72-131-35 | BW             |
| Nähe Ringstraße; Thundorfer Straße; Weidiggraben (Standort) | Bildstock                          | Reliefaufsatz mit Darstellung der Kreuzigung, Rückseite mit moderner Bronzepietà, auf Rundsäule über Sockel, Sandstein, bezeichnet „1721“                                  | D-6-72-131-39 | weitere Bilder |
| Nähe Sportplatzstraße (Standort)                            | Friedhofskreuz                     | Kruzifix auf Tischsockel mit Inschrift, darauf Gebeine Adams, Sandstein, erste Hälfte 19. Jahrhundert                                                                      | D-6-72-131-32 | BW             |
| Rathausstraße 4 (Standort)                                  | Katholische Filialkirche St Joseph | Saalbau mit eingezogenem Chor und nördlichem Turm mit Spitzhelm, Turmuntergeschoss Anfang 15. Jahrhundert, Langhaus 1698–1708; mit Ausstattung                             | D-6-72-131-31 | weitere Bilder |
| Rathausstraße 4 (Standort)                                  | Kirchhofmauer                      | Hausteinmauerwerk, 17./18. Jahrhundert | D-6-72-131-31 | weitere Bilder |
| Robert-Braum-Straße 2 (Standort)                            | Heiligenhäuschen                   | Rundbogiger Nischenaufsatz mit ornamentierten Seiten, auf Sockel mit Inschriftenkartusche, darin moderne Figurengruppe, Sandstein, Mitte 19. Jahrhundert                   | D-6-72-131-37 | weitere Bilder |
| Rosenallee 28 (Standort)                                    | Ehemaliges Rathaus                 | Zweigeschossiger Fachwerkeckbau mit Krüppelwalmdach und massivem Sockelgeschoss aus Sandsteinquadermauerwerk, um 1800                                                      | D-6-72-131-33 | weitere Bilder |
| Rosenallee 31 (Standort)                                    | Ehemalige Schule                   | Zweigeschossiger Sandsteinquaderbau mit Satteldach, bezeichnet „1893“ | D-6-72-131-52 | weitere Bilder |
| Rosenallee 31 (Standort)                                    | Nebengebäude                       | Kleiner Sandsteinquaderbau, zweite Hälfte 19. Jahrhundert | D-6-72-131-52 | weitere Bilder |
| Rosenallee; Rathausstraße (Standort)                        | Bildstock                          | Reliefaufsatz mit Darstellung der Kreuzigung, Rückseite Heiliger Michael, auf Rundsäule über Sockel, Sandstein, bezeichnet „1711“ und „1814“                               | D-6-72-131-34 | weitere Bilder |
| Sportplatzstraße 3 (Standort)                               | Kreuzweg                           | Teile eines Kreuzwegs mit 14 Stationen, reliefierte Bildaufsätze auf Postamenten, Sandstein, Rokoko, um 1750                                                               | D-6-72-131-63 | BW             |
| Steinhag (Standort)                                         | Heiligenfigur                      | Marienskulptur auf ornamentiertem Postament mit Inschrift, über abgetrepptem Sockel, Sandstein, bezeichnet „1890“                                                          | D-6-72-131-38 | BW             |

### Ziegelmühle
| Lage                  | Objekt  | Beschreibung                                                                           | Akten-Nr.     | Bild |
| --------------------- | ------- | -------------------------------------------------------------------------------------- | ------------- | ---- |
| Lauergrund (Standort) | Brunnen | Runder Schacht mit monolithenem Brunnenkranz, bezeichnet 1735; zur Ziegelmühle gehörig | D-6-72-131-61 | BW   |

## Ehemalige Baudenkmäler
In diesem Abschnitt sind Objekte aufgeführt, die früher einmal in der Denkmalliste eingetragen waren, jetzt aber nicht mehr. Objekte, die in anderem Zusammenhang – also z. B. als Teil eines Baudenkmals – weiter eingetragen sind, sollen hier nicht aufgeführt werden. Aktennummern in diesem Abschnitt sind ehemalige, jetzt nicht mehr gültige Aktennummern.

| Lage                                                                     | Objekt                     | Beschreibung                                                | Akten-Nr.     | Bild |
| ------------------------------------------------------------------------ | -------------------------- | ----------------------------------------------------------- | ------------- | ---- |
| Maßbach Volkershausener Straße 25 (Standort)                             | Eingeschossiges Bauernhaus | Mit Satteldach und Trauflaube, erste Hälfte 19. Jahrhundert | D-6-72-131-50 | BW   |
| Poppenlauer Am Falltor 3; Am Falltor 5; Hauptstraße 126 (Standort)       | Bauernhaus                 | Eingeschossig, Fachwerk, erste Hälfte 19. Jahrhundert       | D-6-72-131-19 | BW   |
| Weichtungen Helmersgrund; an der Straße nach Wermerichshausen (Standort) | Bildstock                  | 1833                                                        | D-6-72-131-36 | BW   |